# San Carlo (Monza)
Il quartiere San Carlo è un rione della città di Monza amministrativamente appartenente alla Circoscrizione 4 della città. Consiste nella zona di territorio monzese compresa tra via Cavallotti, via Pavoni, corso Milano, via Marsala e il canale Villoresi; confina con i quartieri di San Giuseppe a sud, Triante a ovest, e il centro della città a nord-est. Inoltre è collegato con San Rocco tramite il sottopasso di via Toniolo e con San Biagio tramite le vie Pellettier e Gottardo.
Uno dei maggiori centri di aggregazione del rione è Piazza Indipendenza, ricca di negozi.

## Infrastrutture e trasporti
All'interno del quartiere vi si trovava il vecchio ospedale di Monza, fin quando all'inizio degli anni 2000, tutti i reparti hanno iniziato il processo di trasferimento all'interno dell'Ospedale nuovo San Gerardo, situato nel quartiere Cazzaniga.
Tuttora nel rione è presente la caserma dell'arma dei carabinieri, inoltre ha sede dal 2015 la prestigiosa International School of Monza.
Il quartiere è servito dalla linea urbana z204 e sede si una stazione di autobus (via Falcone e Borsellino) e a breve distanza è situata anche la stazione ferroviaria di Monza.

### Ex Ospedale Umberto I (poi San Gerardo)
Dal 2010 è utilizzato come ospedale in minima parte. Si trova in via Solferino 16. Il complesso è stato costruito tra il 1893 e il 1896 ed è costituito da padiglioni da uno a tre piani fuori terra divisi da zone a verde, data l'epoca anticlericale e monarchica è stato "ribattezzato" Ospedale Umberto I. La nuova destinazione urbanistica prevede l'utilizzo parziale dei padiglioni per la delocalizzazione di corsi universitari dell'università Milano Bicocca. Restano attive la Casa di riposo, la Chiesa mentre la cappella San Carlo deve essere liberata dalla cabina elettrica. La struttura storica di via Solferino è ancora utilizzata in parte anche da uffici comunali e dal Dipartimento Dipendenze dell'ASST.